# جاكسون هوبكينز
جاكسون هوبكينز (بالإنجليزية: Jackson Hopkins)‏ هو لاعب كرة قدم أمريكي في مركز الوسط، ولد في 1 يوليو 2004 في الولايات المتحدة.

## وصلات خارجية
- جاكسون هوبكينز على موقع الدوري الأمريكي (الإنجليزية)
- جاكسون هوبكينز على موقع قاعدة بيانات كرة القدم.إي يو (الإنجليزية)
- جاكسون هوبكينز على موقع Soccerway.com (الإنجليزية)